# تیالا
تیالا شهری در شهرستان فارا در استان باله در بورکینافاسوی جنوبی است و جمعیت آن ۶۶۷ نفر است.